# Sebastian Karpiniuk

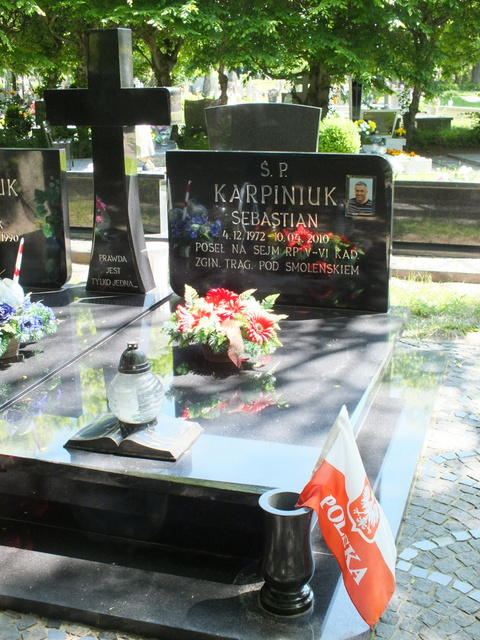
Grób Sebastiana Karpiniuka na Cmentarzu Komunalnym w Kołobrzegu

Sebastian Marek Karpiniuk (ur. 4 grudnia 1972 w Kołobrzegu, zm. 10 kwietnia 2010 w Smoleńsku) – polski polityk, prawnik i samorządowiec, radca prawny, poseł na Sejm V i VI kadencji.

## Życiorys
Syn Marka i Danuty. Ukończył studia na Wydziale Prawa i Administracji Uniwersytetu Gdańskiego, następnie uzyskał uprawnienia radcy prawnego. Pracował jako rzecznik prezydenta Kołobrzegu i w kancelarii radcowskiej. Od 2004 do 2005 pełnił funkcję zastępcy prezydenta Kołobrzegu.
W latach 90. działał w Kongresie Liberalno-Demokratycznym, następnie w Unii Wolności. Od 2001 należał do Platformy Obywatelskiej. Był członkiem zarządu miejskiego Klubu Piłkarskiego Kotwica Kołobrzeg. Był także członkiem Stowarzyszenia „Młodzi Demokraci”, w 2002 został jego wiceprzewodniczącym w województwie zachodniopomorskim.
Z listy PO w wyborach parlamentarnych w 2001 bezskutecznie kandydował do Sejmu. W wyborach w 2005 został wybrany na posła V kadencji w okręgu koszalińskim. Był wiceprzewodniczącym Parlamentarnego Zespołu Miłośników Historii. W wyborach parlamentarnych w 2007 po raz drugi uzyskał mandat poselski, otrzymując 25 827 głosów.
W lutym 2008 wszedł w skład sejmowej komisji śledczej do zbadania sprawy zarzutu nielegalnego wywierania wpływu na funkcjonariuszy policji, służb specjalnych, prokuratorów i osoby pełniące funkcje w organach wymiaru sprawiedliwości. 19 lutego 2009 został jej przewodniczącym w miejsce Andrzeja Czumy, który zrezygnował z tej funkcji w związku z powołaniem na urząd ministra sprawiedliwości. 22 października tego samego roku zrezygnował z członkostwa w tej komisji.
Zginął 10 kwietnia 2010 w katastrofie polskiego samolotu Tu-154M w Smoleńsku w drodze na obchody 70. rocznicy zbrodni katyńskiej. Został pochowany w rodzinnym mieście 21 kwietnia tego samego roku. Jego ciało zostało ekshumowane wbrew woli rodziny 19 lutego 2018 w związku z prowadzonym w Prokuraturze Krajowej śledztwem w sprawie katastrofy smoleńskiej. W dniu ekshumacji przed cmentarzem protestowali bliscy i znajomi zmarłego. Sebastian Karpiniuk został ponownie pochowany na tym samym cmentarzu 29 marca 2018.

## Odznaczenia, wyróżnienia i upamiętnienie
16 kwietnia 2010 został pośmiertnie odznaczony Krzyżem Komandorskim Orderu Odrodzenia Polski.
28 kwietnia 2010 rada miejska w Kołobrzegu przyjęła uchwały o nadaniu mu honorowego obywatelstwa miasta oraz o nadaniu jego imienia Miejskiemu Stadionowi Piłkarskiemu.
W 2010 został laureatem plebiscytu „Srebrne Usta 2009” organizowanego przez Program III Polskiego Radia, za powiedzenie Prawda jest tylko jedna. I prawda leży zawsze tam, gdzie leży.